# Корој (Муреш)
Корој (рум. Coroi) насеље је у Румунији у округу Муреш у општини Короисанмартин. Oпштина се налази на надморској висини од 322 m.

## Становништво
Према подацима из 2002. године у насељу је живело 143 становника.

### Попис2002.
| Расподела становништва по националности 2002.‍ | Расподела становништва по националности 2002.‍ | Расподела становништва по националности 2002.‍ | Расподела становништва по националности 2002.‍ | Расподела становништва по националности 2002.‍ |
| --------------------------------------------- | --------------------------------------------- | --------------------------------------------- | --------------------------------------------- | --------------------------------------------- |
|                                               |                                               |                                               |                                               |                                               |
| Румуни                                        | Румуни                                        |                                               | 120                                           | 83,9%                                         |
| Мађари                                        | Мађари                                        |                                               | 7                                             | 4,9%                                          |
| Роми                                          | Роми                                          |                                               | 16                                            | 11,2%                                         |